# Tresmil
|  | Per al nombre 3.000, vegeu tres mil |

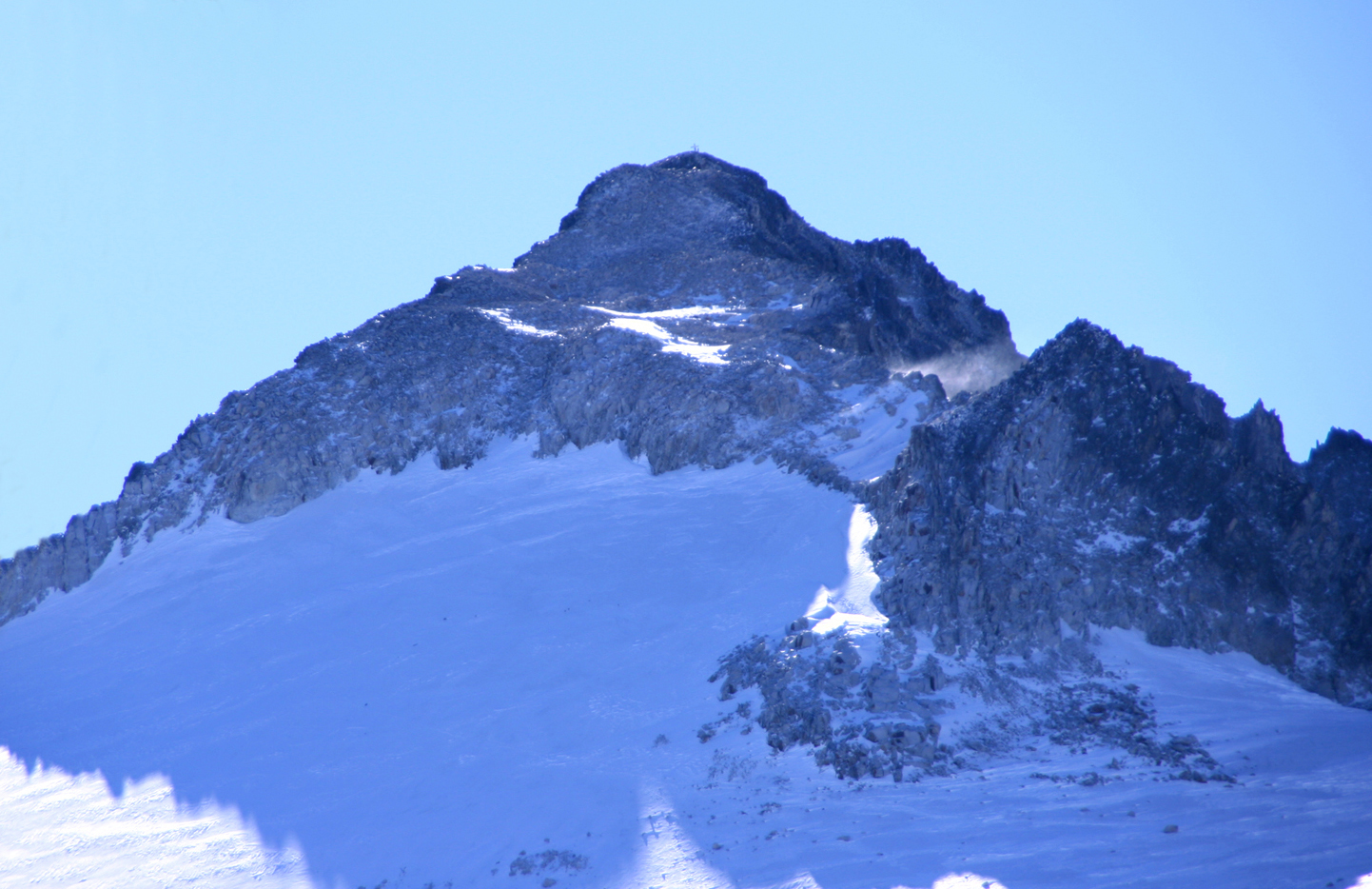
L'Aneto, el tresmil més alt del Pirineu

En muntanyisme, un tresmil (atès que no és un terme normalitzat, també se sol escriure tres mil o tres mil) és un cim que assoleix una altura mínima de 3.000 metres sobre el nivell de la mar, però que no arriba als 4.000. El terme se sol aplicar gairebé exclusivament als cims dels Pirineus i de Sierra Nevada, ja que a aquestes serralades no hi ha cap cim que arribi als 4.000 metres i, per tant, els tresmils en són els cims més alts. En canvi, en parlar d'altres serralades amb cims de més altitud se solen utilitzar altres cotes: a l'Himàlaia per exemple, se sol utilitzar la cota 8.000 com a referència i, per tant, es parla de "vuitmils", o de quatremils als Alps.

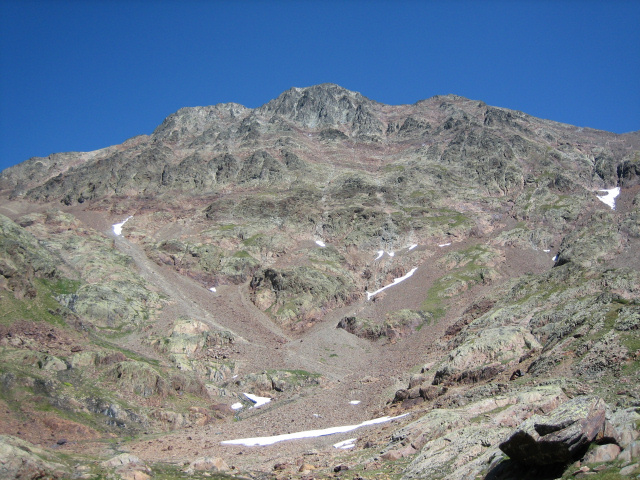
La Pica d'Estats, el tresmil més alt de Catalunya

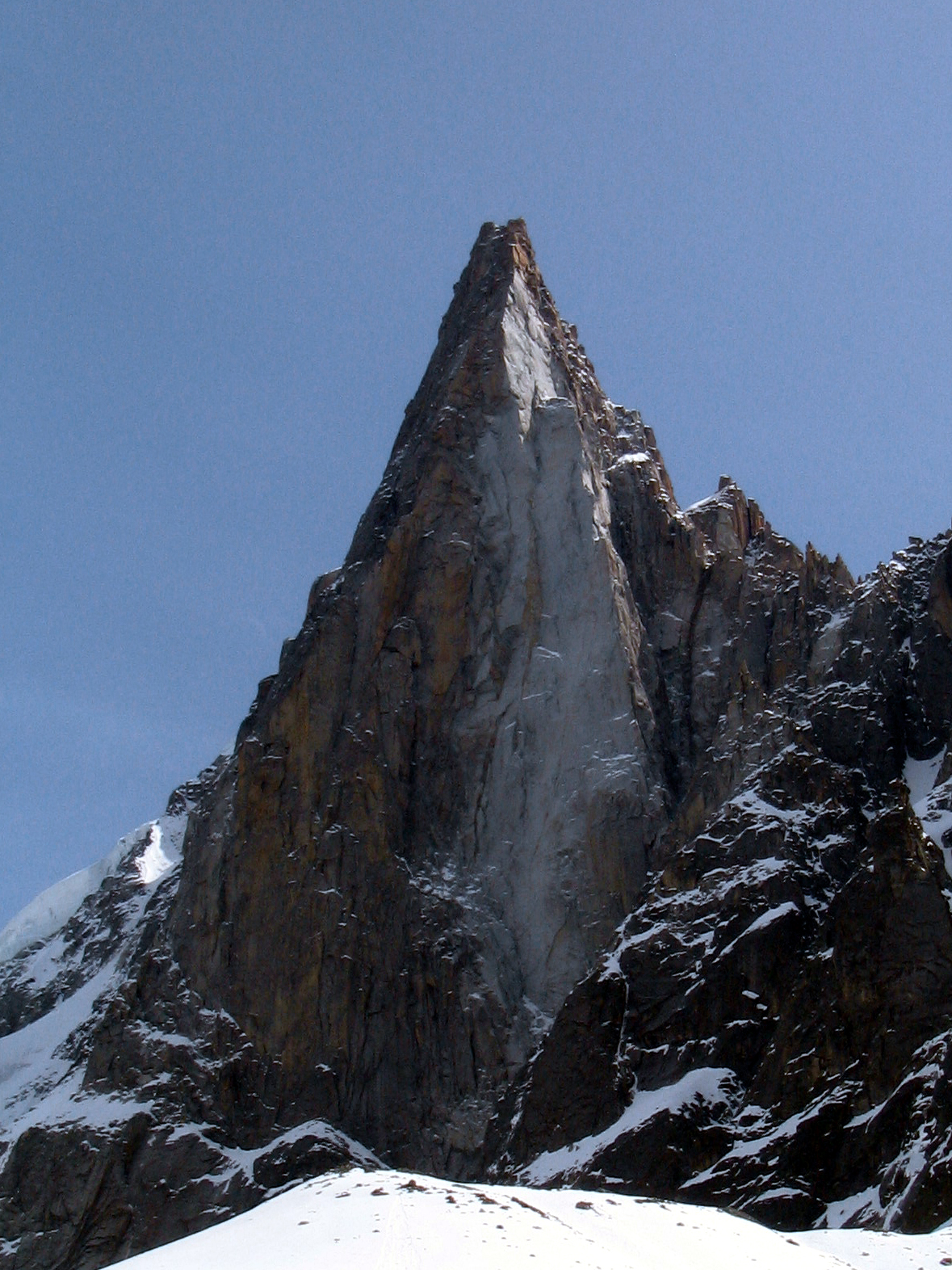
Els Drus, als Alps francesos

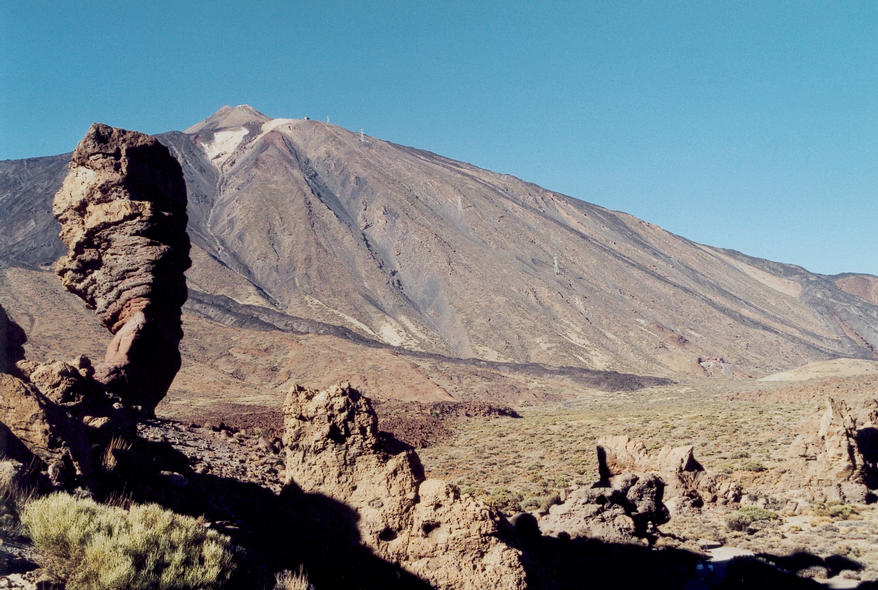
El Teide, a les Illes Canàries

A part de l'altitud, cal decidir si comptar només els cims principals, de manera que si molt a prop d'un tresmil n'hi ha un altre de secundari, aquest darrer no es té en compte. El problema és també definir què és un "cim secundari"; Juan Buyse i els seus col·laboradors, en el seu llibre Los tresmiles del Pirineo, van establir una prominència mínima per als Pirineus de 10 metres per a fer aquesta distinció; en canvi, als quatremils dels Alps se sol utilitzar una prominència mínima de 30 m. Cal tenir en compte també la determinació de l'altitud dels cims, ja que, sovint, hi ha diferències considerables en l'altitud d'un cim segons les fonts topogràfiques, i fins i tot en mapes diferents d'una mateixa font, de manera que un cim determinat pot ser un tresmil segons uns mapes i no ser-ho segons d'altres. D'altra banda, noms diferents del mateix pic segons la font compliquen encara més el tema.

## Els tresmils dels Pirineus
Atesa la disparitat de criteris, un butlletí de la Unió Excursionista de Catalunya (UEC) de l'any 1935 incloïa solament 39 tresmils al Pirineu, i se n'han realitzat llistes, amb un nombre de tresmils molt variable, que han anat apareixent als butlletins de nombroses entitats excursionistes i revistes del ram.
La llista confeccionada finalment per l'equip de Buyse, amb 212 cims (129 de principals i 83 de secundaris), fou reconeguda el 1995 per la Unió Internacional d'Associacions d'Alpinisme (UIAA) i acceptada per molts muntanyencs del Pirineu. Aquesta relació es considera, doncs, la llista oficial de tresmils del Pirineu, encara que no tothom la reconeix per no trobar adients els criteris seguits. Posteriorment s'ha reivindicat un 213è cim, la Torre Cordier, de 3.050 m, al massís de la Maladeta, a Benasc, Ribagorça, proposat el 2004 pel català Tòfol Tobal, del Centre Excursionista de Catalunya (CEC), i cartografiat per primer cop el maig de 2005.
Tots els tresmils pirinencs es troben a la part central de la serralada; el pic més occidental és el Frondella Occidental o Frondella SW (3.004 m), a Sallent de Gállego, Osca, i el més oriental, el Montcalm (3.078 m), a l'Arieja, França, molt proper a la Pica d'Estats, separats tots dos per uns 140 m.
Alguns dels tresmils pirinencs més coneguts són l'Aneto (el més alt dels Pirineus), la Pica d'Estats, el Mont Perdut, el Vinyamala…
Diversos muntanyencs han realitzat l'ascensió als 212 cims; el 2008, la Federació d'Entitats Excursionistes de Catalunya (FEEC) va decidir constituir en el seu web un registre de membres d'entitats federades que haguessin completat l'ascensió de tots els tresmils de la serralada pirinenca.

## Altres tresmils
- A Sierra Nevada hi ha una cinquantena de tresmils, encapçalats pel Mulhacén (3.483 m), el Veleta (3.394 m) i l'Alcazaba (3.371 m).[5]
- A les Canàries, el Teide (3.717 m) i el Pico Viejo (3.135 m), a més de diversos cims secundaris d'aquest darrer entre els 3.018 i els 3.117 m.[2]

Hi ha molts altres tresmils al món, però en molts casos resten “eclipsats” per la presència de cims propers molt més alts. Per exemple, als Andes el cim més alt dels Andes, l'Aconcagua (6.962 msnm) pel que els cims de major altitud atreuen l'atenció de guies i turistes.